# Llyn Llydaw
Le Llyn Llydaw (« lac breton » en gallois) est un lac gallois situé à l'est du mont Snowdon et au nord-est de l'Yr Aran.

## Nom
Son nom de « lac breton » lui viendrait de la présence au XIXe siècle de mineurs bretons venus s'embaucher au Pays de Galles faute de travail sur le continent.

## Géographie

Carte de localisation du Llyn Llydaw dans le massif du Snowdon ou Yr Wyddfa.

Le lac est situé à une altitude de 436 mètres (1 430 pieds) au sein de la vallée du Cwm Dyli, située à l'Est du mont Snowdon (point culminant du Pays de Galles à 1 085 mètres) et non loin au Nord-Est de l'Yr Aran (747 mètres),.
Le lac est alimenté en eau par l'Afon Glaslyn, qui est aussi son exutoire naturel. Cette rivière d'environ 25 kilomètres de longueur prend sa source au Llyn Glaslyn (en), petit lac situé juste au-dessus du Llyn Llydaw.
C'est une étendue d'eau de petite taille (45 hectares ou 110 acres environ), assez profond pour sa taille (58 mètres ou 190 pieds), le plus vaste et le plus connu des trois lacs qui bordent le mont Snowdon. C'était un lac glaciaire quand le mont Snowdon était flanqué de glaciers.

## Histoire industrielle
Le lac fut au XIXe siècle un lieu d'extraction du cuivre, ce dont la Miners Track (« voie des mineurs ») témoigne : cette voie permet d'atteindre le lac, puis le traverse par une chaussée construite en 1853. Il reste également des ruines de bâtiments un peu au-dessus du lac.
Aujourd'hui, le lac est notamment utilisé pour la production hydroélectrique, par l'intermédiaire d'une conduite forcée qui quitte le lac vers le Sud-Est et menant à l'usine hydroélectrique de Cwm Dyli (en). C'est notamment cette conduite qui a servi au tournage de certains plans du film de James Bond Le monde ne suffit pas, censés être filmés à l'intérieur d'un oléoduc,.

## Légende arthurienne

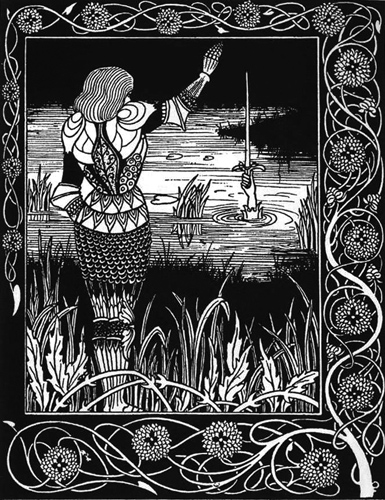
Bedivere rendant Excalibur à la Dame du lac.

La légende veut que Sire Bedivere ait rendu en cet endroit l'épée Excalibur à la Fée Viviane. D'autres affirment que c'est en ce lieu qu'Arthur, blessé après la bataille de Camlann, partit pour l'île d'Avalon,.